# Daniele Crespi
Daniele Crespi fue un pintor manierista italiano de la escuela lombarda nacido entre 1590 y 1597 en Busto Arsizio y muerto en Milán el 19 de julio de 1630.

## Biografía
Daniele Crespi se formó en la escuela de pintura creada por Federico Borromeo (1564 – 1631) en la Pinacoteca Ambrosiana de Milán, donde su maestro fue Giovanni Battista Crespi (1573 – 1632) apodado el Cerano, y quien se cree que fue un pariente de Daniele.
La leyenda dice que para pintar mejor los espasmos de muerte se vio envuelto en un asesinato, y por esta razón, se refugió en la Cartuja de Garegnano, en Milán.
Aunque murió joven a causa de la peste, su producción artística fue grande y su obra se considera una de las expresiones más típicas del espíritu celoso de la Contrarreforma (que afectó a Milán en ese momento,) dejando entre otras obras, una Deposición de la Cruz, una Lapidación de San Esteban y La vida de San Bruno, en el monasterio de la Cartuja de Garegnano.
Daniele Crespi, Il Morazzone (1573 – 1626) y Giulio Cesare Procaccini (1574 – 1625) son conocidos como los "pintores de la peste" (pestanti), además, los tres fomentaron la Contrarreforma aumentando las representaciones del entonces recientemente canonizado Carlos Borromeo, los mártires y los milagros. Así, Daniele pintó La Cena de San Carlos Borromeo en la Iglesia de Santa María de la Pasión, el cual es su trabajo más conocido, en el que con su composición sencilla y emocional refleja los ideales de la pintura defendida por el Concilio de Trento.

## Obras

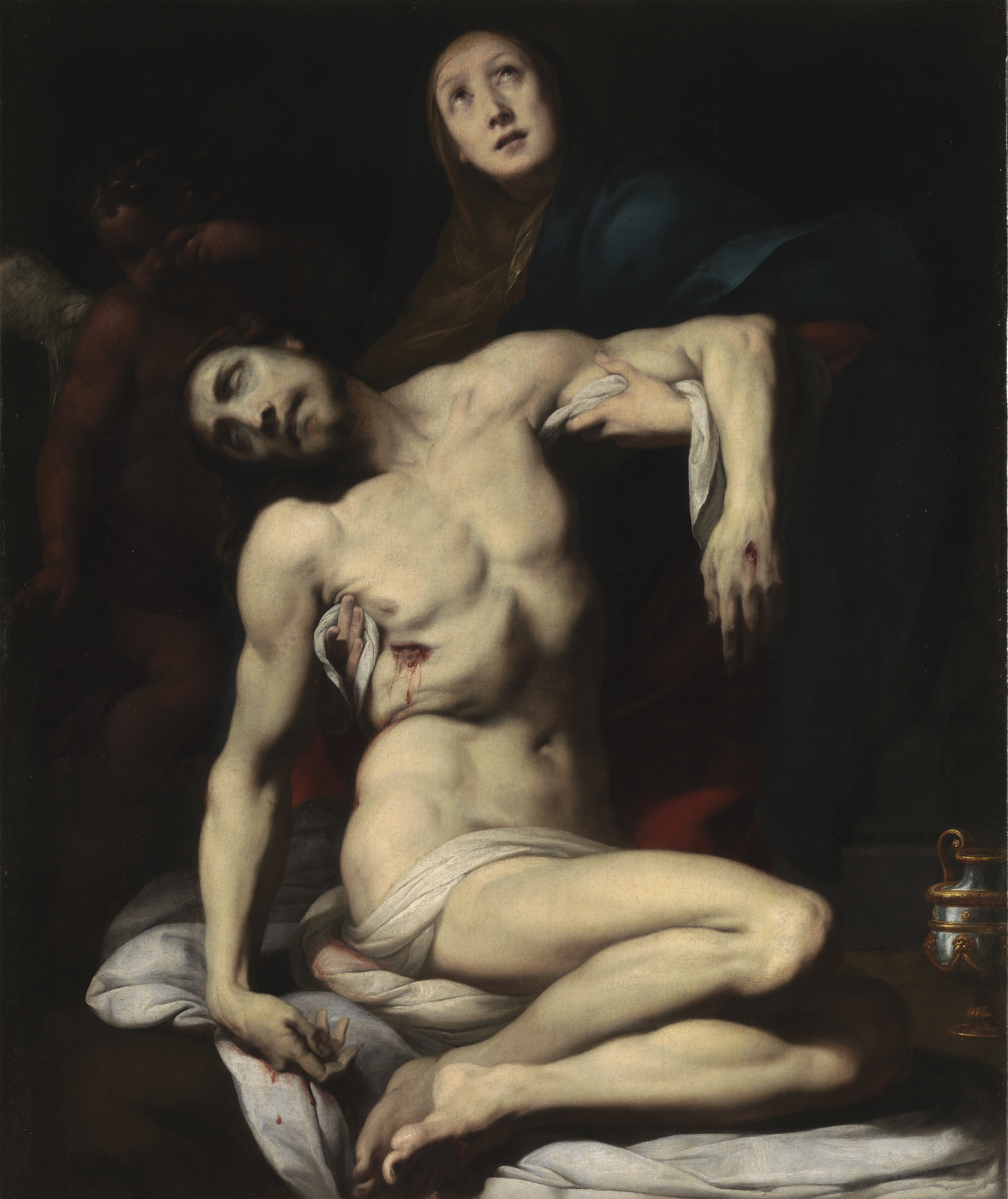
Daniele Crespi. La Piedad. 154 × 128 cm. Museo del Prado.

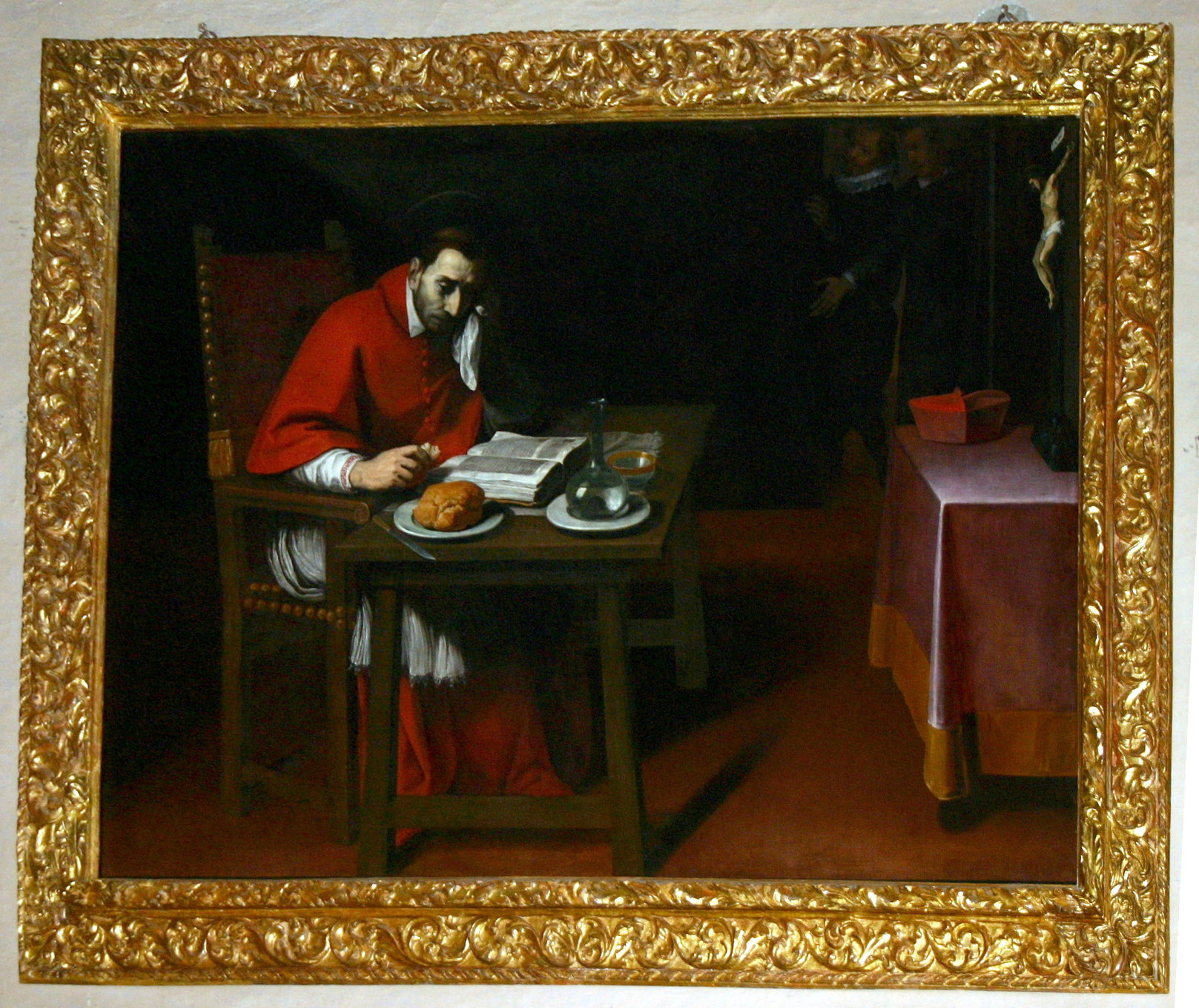
La cena de san Carlos Borromeo Iglesia de Santa Maria de la Pasión (Milán)

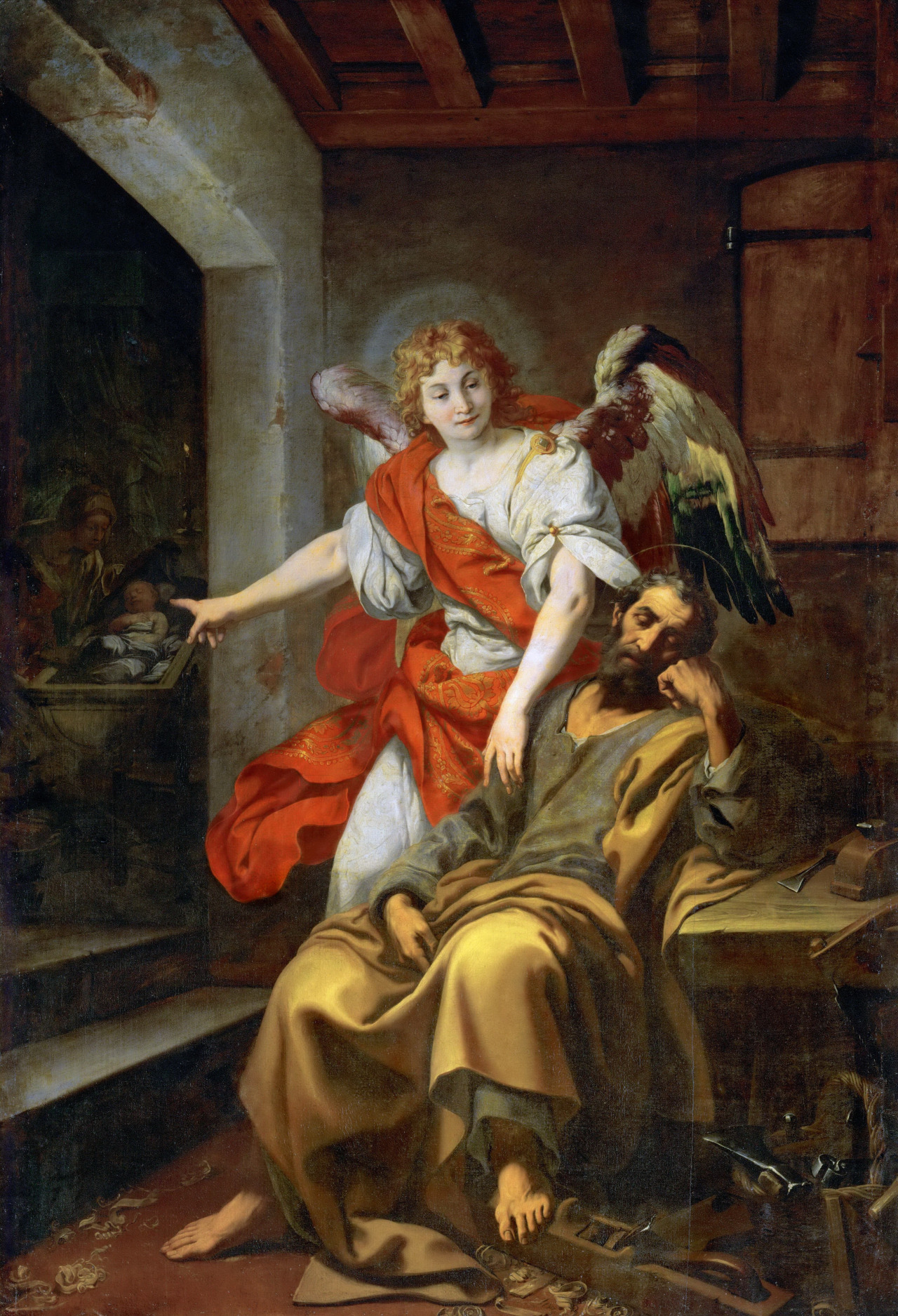
El sueño de José (década de 1620) Museo de la Historia del Arte, Viena.

- 1618-1620: Caín matando a Abel, óleo sobre lienzo (184x126 cm, colección privada)
- 1619:  El martirio de San Juan Bautista, iglesia de San Alejandro, Milán.
- década de 1620: El entierro, óleo sobre lienzo, Museo de Bellas Artes de Budapest  (123x99 cm).
- década de 1620: El sueño de José, óleo sobre lienzo, Museo de Historia del Arte, Viena (297x203 cm).
- 1624-1625: Última Cena, óleo sobre lienzo, Pinacoteca de Brera, Milán.
- 1625: Retrato de un caballero, óleo sobre lienzo (210 x 230 cm, colección privada)
- 1626: La flagelación , óleo sobre lienzo, Museo del Prado, Madrid (129x100 cm).
- 1626: Piedad,  óleo sobre lienzo, Museo del Prado, Madrid (175x144 cm).
- Ayuno de San Carlos Borromeo, Iglesia de Santa Maria de la Pasión (Milán)
- La conversión de San Pablo, óleo sobre panel, Museo de Arte Blanton, Austin, Texas (118.7x84.5 cm).
- Cristo Muerto sostenido por un ángel, óleo sobre lienzo, Museo de Bellas Artes, Rouen.
- Jesús Crucificado entre San Francisco de Asís y San Carlos Borromeo, óleo.
- Éxtasis de una santa, óleo sobre lienzo, basílica de la Santísima Anunciada del Vastato, Génova (258x180 cm).
- Frescos del coro, del pequeño claustro y retablo del transepto de la Cartuja de Pavía.
- Anunciación, óleo sobre lienzo, Museo Granet, Aix-en-Provence.
- Estudio de dos figuras para el Bautismo de Cristo lápiz y tinta sobre papel, Instituto de Arte Courtauld, Londres (21.2 x 12.4 cm).
- 1629: El ciclo de la vida de San Bruno en la Cartuja de Garegnano, frescos:
  - La resurrección de Raimondo Diocrès.
  - San Bruno en compañía de Hugo de Grenoble.
  - La Benedición de la primera piedra de la Gran Cartuja.
  - Aparición de San Pedro y de la Virgen con el Niño a San Bruno y algunos monjes.
  - San Bruno encuentra a Ruggero di Calabria.
  - Aparición de San Bruno a Ruggero di Calabria.
  - Urbano II aprueba la experiencia cartujana.
  - San Bruno rechaza la carga de la archidiócesis.
  - El sacrificio de Isaac, medallón.
  - María Magdalena asciende al cielo para escuchar el coro angelical, medallón.
  - San Juan Bautista, medallón.
  - Ascensión de Jesús, medallón.

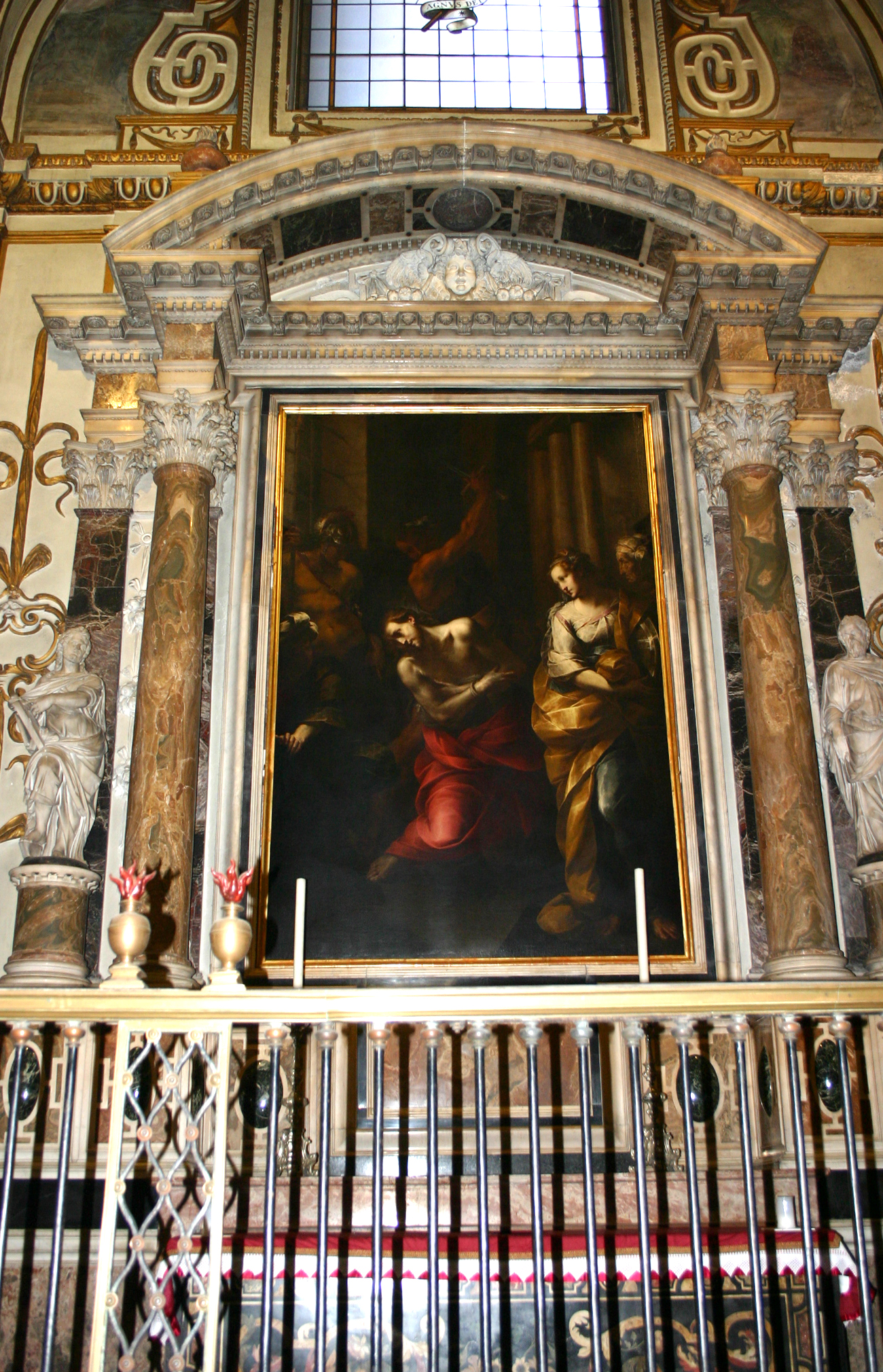
El martirio de San Juan Bautista (1619) Iglesia de San Alejandro, Milán
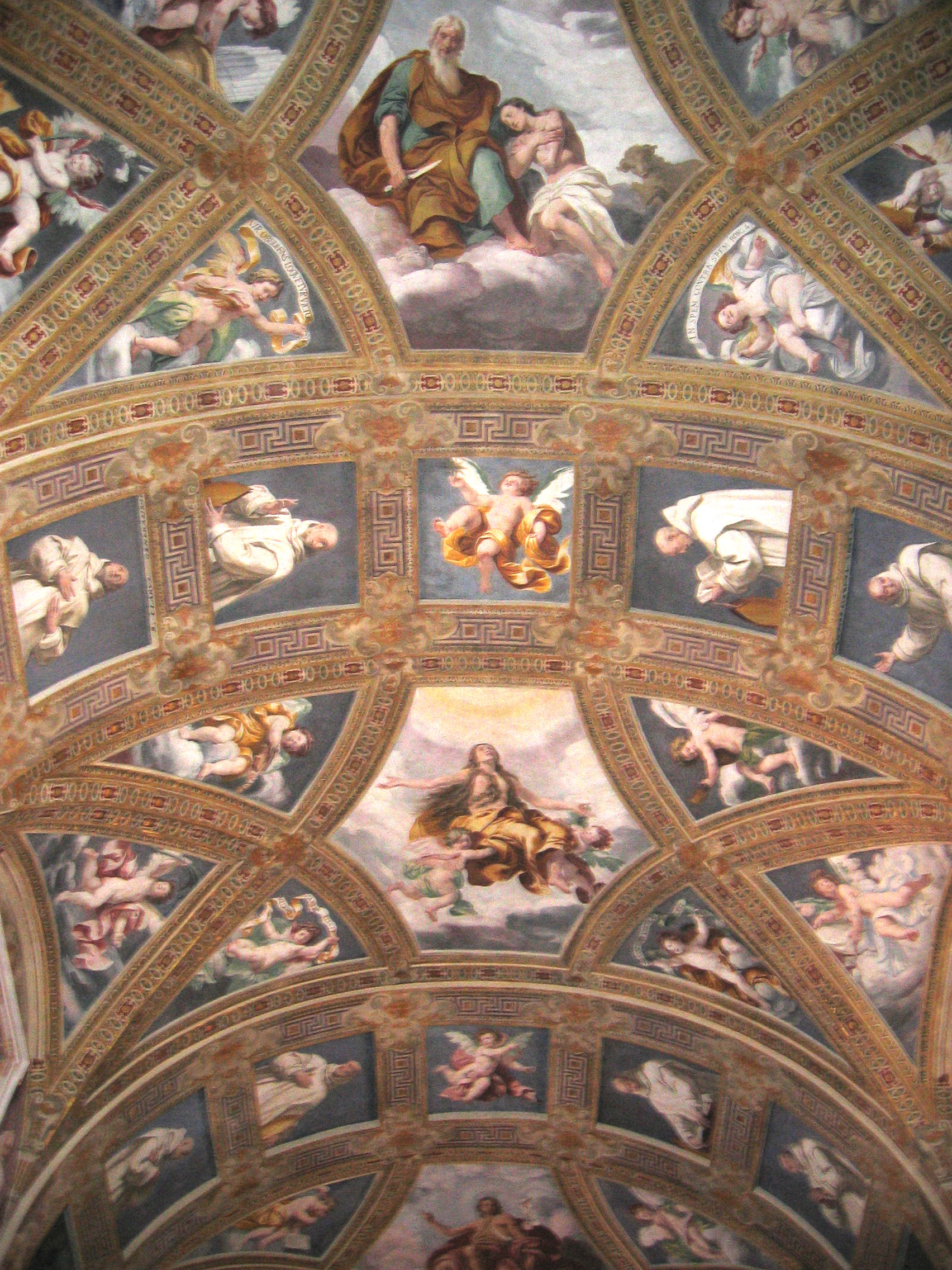
Techo con frescos de la Cartuja de Garegnano (1629), Milán
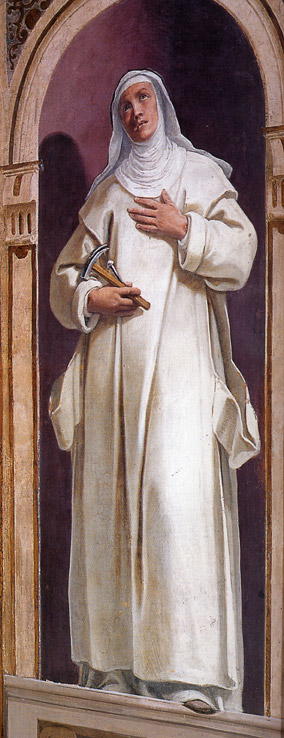
Beatriz de Ornacieux (1629) Cartuja de Garegnano
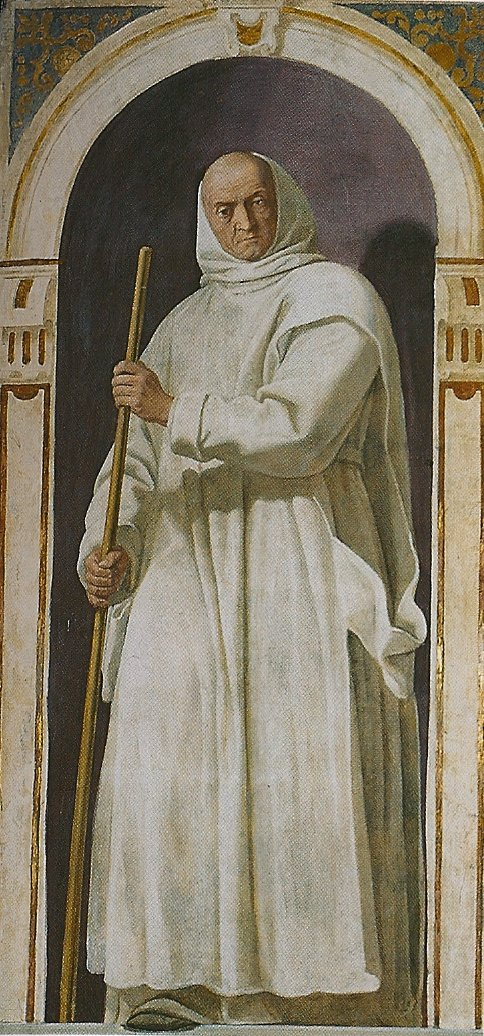
Beato Odón de Novara (1629) Cartuja de Garegnano, Milán
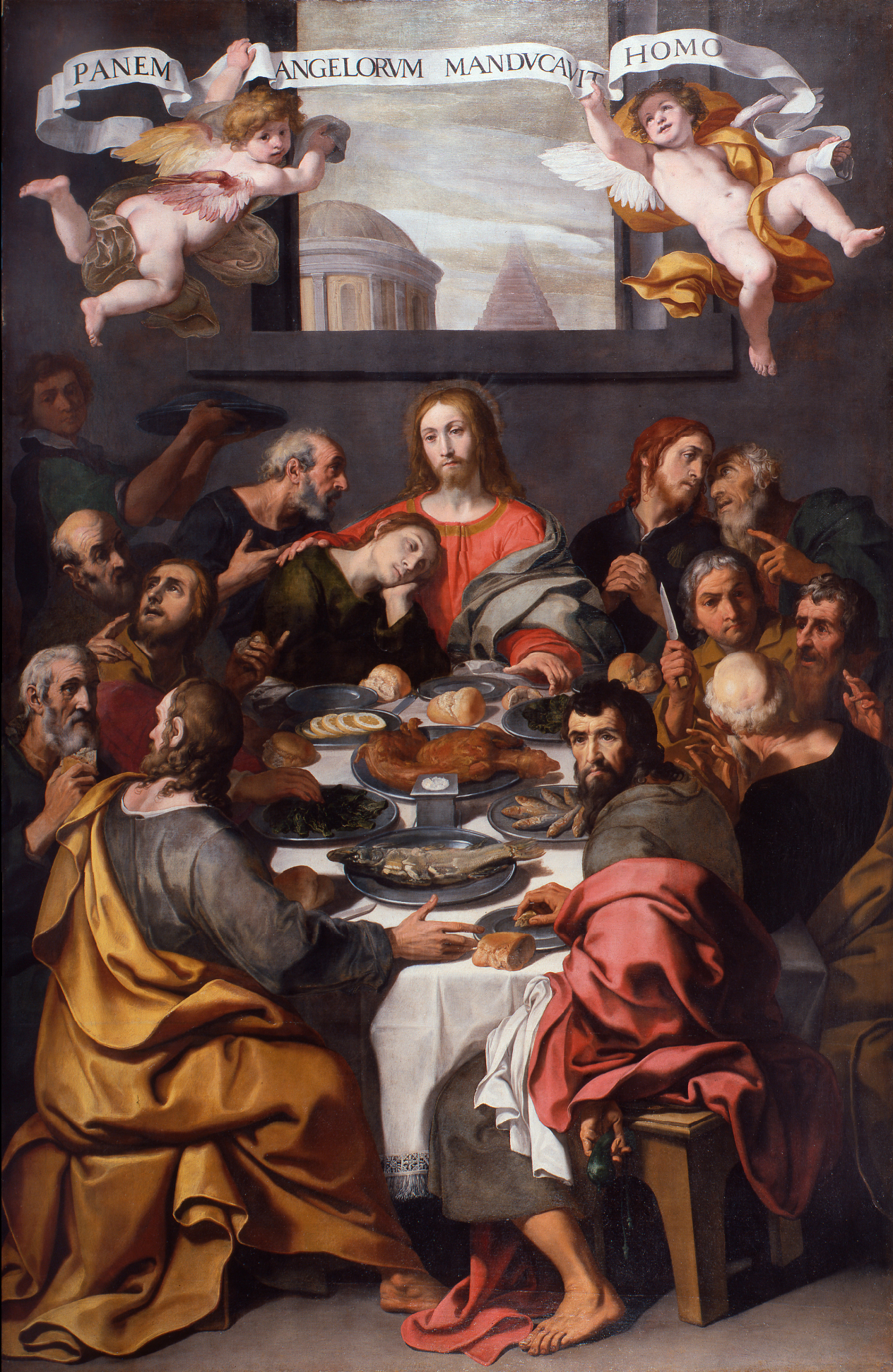
La última cena (1624/25) Pinacoteca de Brera, Milán